# Heliangelus strophianus
Heliangelus strophianus là một loài chim trong họ Trochilidae.